# Neil Hannon
Neil Hannon est un auteur, compositeur et chanteur né le 7 novembre 1970 à Derry, Irlande du Nord. Multi-instrumentiste, il est le fondateur et membre principal du groupe de pop orchestrale The Divine Comedy. 

## Biographie
Fils d'un pasteur anglican, Neil Hannon commence la chanson en 1985, en interprétant Pie Jesu, extrait du Requiem du compositeur français Gabriel Fauré. 
Plus tard, parmi ses influences, l'artiste cite Burt Bacharach, Jacques Brel, Scott Walker, Kate Bush ou encore David Bowie. 
Il collabore souvent avec le compositeur Joby Talbot. Ce dernier finalise les arrangements de ses albums.  
Francophile, il travaille avec Yann Tiersen, Charlotte Gainsbourg et Vincent Delerm. Il invite également l'actrice Valérie Lemercier à chanter sur le morceau Comme Beaucoup De Messieurs issu de l'album Casanova. 
Son intérêt pour la culture française transparaît dans plusieurs de ses albums et chansons : dans A Drinking Song, la devise nationale française Liberté Égalité Fraternité est mentionnée ; dans The Frog Princess, la chanson commence par la musique de la Marseillaise ; dans I Joined The Foreign Legion, The Booklovers et When The Lights Go Out All Over Europe, des paroles en français sont entendues ; enfin, son sixième album s'appelle Fin de Siècle.
En 2005, il prête sa voix au générique de la bande originale du film H2G2 : le Guide du voyageur galactique. 
Il interprète les chansons Love don't roam et Song for Ten pour la bande originale de la série télévisée britannique Doctor Who.
En 2007, il remporte le Choice Music Prize pour son album Victory for the Comic Muse (paru en 2006).
Initialement annoncé par Neil Hannon pour la fin de l'année 2009, l'album Bang Goes the Knighthood sort finalement en mai 2010.
En 2012, il écrit la chanson Who Were We pour le film de Leos Carax, Holy Motors. 
La chanson est interprétée par Kylie Minogue. Neil Hannon se lance ensuite dans divers projets, qui l'obligent à délaisser la préparation d'un nouvel album de The Divine Comedy. 
L'album Foreverland sort en septembre 2016, suivi par Office Politics trois ans plus tard, en juin 2019.
En 2022, Neil Hannon compose la musique du film de science-fiction LOLA réalisé par Andrew Legge.
En 2023, il signe les chansons originales du film fantastique Wonka de Paul King.

## Collaborations
Parallèlement à son groupe The Divine Comedy, Neil Hannon collabore avec de nombreux artistes.
En 2001, il chante sur Les Jours Tristes de l'album L'Absente de Yann Tiersen. 
En 2006, il compose avec Jarvis Cocker les morceaux The Songs That We Sing et Beauty Mark (avec Air), tous deux extraits de l'album 5:55 de Charlotte Gainsbourg. Il enregistre également Favourite Song en duo avec Vincent Delerm.
En 2007, il prête sa voix au titre Somewhere Between Waking and Sleeping de l'album Pocket Symphony du groupe Air.  
Très proche de certains groupes irlandais et dublinois, il joue souvent avec les musiciens Duke Special et Pugwash.
C'est d'ailleurs avec le chanteur de Pugwash, Thomas Walsh, qu'il forme le duo The Duckworth Lewis Method, auteur en 2009 d'un album-concept du même nom sur le cricket, salué par la critique.

## Vie privée
Entre 1999 et 2007, Neil Hannon est marié à Orla Little, avec qui il a une fille prénommée Willow. 
Neil Hannon est désormais le compagnon de la musicienne Irlandaise Cathy Davey. Il vit à Dublin en Irlande, après avoir vécu à Londres ; mais il se considère avant tout comme un Européen.
Hannon et sa femme ont créé une association intitulée My Lovely Horse Rescue qui vient en aide aux animaux abandonnés ou maltraités.
Le nom de l'association est une référence à la chanson My Lovely Horse, composée par The Divine Comedy pour la série télévisée irlandaise Father Ted.

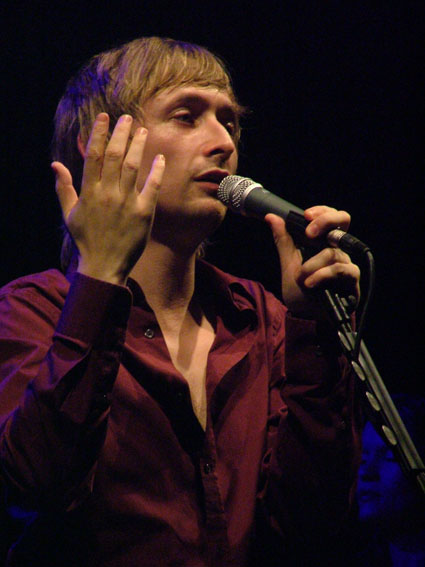
Neil Hannon.

## Discographie
- Fanfare for the Comic Muse – Juillet 1990
- Liberation – Août 1993
- Promenade – Mars 1994
- Casanova – Avril 1996
- A Short Album About Love – Février 1997
- Fin de siècle – Août 1998
- A Secret History... The Best of the Divine Comedy – Août 1999
- Regeneration – Mars 2001
- Absent Friends – Mars 2004
- Victory for the Comic Muse – Juin 2006
- Bang Goes the Knighthood – Mai 2010
- Foreverland – Septembre 2016
- Office Politics – Juin 2019

## Filmographie
- 2023 : Wonka de Paul King (chansons originales)